# 亓姓
亓姓（拼音：qí ，注音：ㄑㄧˊ）為漢姓之一，在現代是極罕見的姓氏。唐代有魏博行營都知兵馬使亓志紹，宋有莊宅副使亓贇，明代有河南巡撫亓詩教、山西陽和兵備道亓之偉。
根據臺灣户政司民國107年（2018年）6月的數據，臺灣亓姓人口共有239人，為全國姓氏人數排名第421名。

## 始祖
始祖亓士伯为第一世，葬于山东省济南市莱芜区，二世亓勤移至安徽省阜阳市，亓全移至济南市历城区，后至山东省西南部；亓宾、亓世能居济南市莱芜区，亓世能、亓宾支在四世分一、二、三、四门，南三门。

## 历史
元末明初（1333年至1368年间）为避连年战乱及水灾，始祖亓士伯率四子（亓勤、亓宾、亓全、亓世能）由江苏淮安迁莱芜，初至东关裴氏家，后定居大汶河之南叔子流寓（今济南市莱芜区高庄街道杨庄村）并创立祖茔。
在山东省济南市莱芜区杨庄村亓家祖坟曾有碑記：「洪武二年，自临邑迁至莱邑，独树一姓，自立一家。」可能是单姓亓的来源。目前中国大多亓氏的祖籍是山东莱芜杨庄村，杨庄祖坟已经被盗，曾有一坟被盗墓贼打开，被盗时间为秋季玉米将要成熟时候，坟深约5米，坟面積大约10餘平方米，盖坟的石板上有当时济南府知府的题字。

## 分布
亓姓近20万人，主要分布在山东莱芜、济南、东平、梁山、郓城、阳谷，安徽阜阳，台湾等地區。

## 外部連結
[在维基数据编辑]
 《欽定古今圖書集成·明倫彙編·氏族典·亓姓部》，出自陈梦雷《古今圖書集成》